# Copa Panamericana de Voleibol Masculino de 2007
La II Copa Panamericana de Voleibol Masculino se celebró del 3 de junio al 8 de junio de 2007 en Santo Domingo, República Dominicana. El torneo contó con la participación de 7 selecciones nacionales de la NORCECA.

## Grupos
| Grupo A     | Grupo B              |
| ----------- | -------------------- |
| Canadá      | Cuba                 |
| Puerto Rico | Panamá               |
| México      | Trinidad y Tobago    |
|             | República Dominicana |

## Primera ronda
– Clasificados a las semifinales. 
     – Clasificados a los cuartos de final.
     – Pasan a disputar la clasificación del 5.º al 8.º lugar.

### Grupo A
| Pos | Equipo      | PJ | PG | PP | SF | SC | DS | PTS |
| --- | ----------- | -- | -- | -- | -- | -- | -- | --- |
| 1   | Puerto Rico | 2  | 2  | 0  | 6  | 2  | +4 | 4   |
| 2   | México      | 2  | 1  | 1  | 4  | 5  | -1 | 3   |
| 3   | Canadá      | 2  | 0  | 2  | 3  | 6  | -4 | 2   |

#### Resultados
| Fecha    | Encuentro            | Resultado | Set   | Set   | Set   | Set   | Set   | Puntuación total | Tiempo |
| Fecha    | Encuentro            | Resultado | 1     | 2     | 3     | 4     | 5     | Puntuación total | Tiempo |
| -------- | -------------------- | --------- | ----- | ----- | ----- | ----- | ----- | ---------------- | ------ |
| 03-06-07 | Canadá - Puerto Rico | 1 - 3     | 17:25 | 25:17 | 17:25 | 26:28 |       | 85 - 95          |        |
| 04-06-07 | México - Canadá      | 3 - 2     | 19:25 | 25:23 | 21:25 | 25:22 | 16:14 | 106 - 109        |        |
| 05-06-07 | Puerto Rico - México | 3 - 1     | 25:23 | 25:27 | 26:24 | 25:19 |       | 101 - 93         |        |

### Grupo B
| Pos | Equipo               | PJ | PG | PP | SF | SC | DS | PTS |
| --- | -------------------- | -- | -- | -- | -- | -- | -- | --- |
| 1   | Cuba                 | 3  | 3  | 0  | 9  | 1  | +8 | 6   |
| 2   | República Dominicana | 3  | 2  | 1  | 6  | 4  | +2 | 5   |
| 3   | Panamá               | 3  | 1  | 2  | 4  | 6  | -2 | 4   |
| 4   | Trinidad y Tobago    | 3  | 0  | 3  | 1  | 9  | -8 | 3   |

#### Resultados
| Fecha    | Encuentro                                | Resultado | Set   | Set   | Set   | Set   | Set | Puntuación total | Tiempo |
| Fecha    | Encuentro                                | Resultado | 1     | 2     | 3     | 4     | 5   | Puntuación total | Tiempo |
| -------- | ---------------------------------------- | --------- | ----- | ----- | ----- | ----- | --- | ---------------- | ------ |
| 03-06-07 | Cuba - Panamá                            | 3 - 0     | 25:14 | 25:21 | 25:18 | :     |     | 75 - 53          |        |
| 03-06-07 | Trinidad y Tobago - República Dominicana | 0 - 3     | 25:27 | 13:25 | 23:25 |       |     | 61 - 87          |        |
| 04-06-07 | Trinidad y Tobago - Cuba                 | 1 - 3     | 25:23 | 15:25 | 19:25 | 28:30 |     | 87 - 103         |        |
| 04-06-07 | República Dominicana - Panamá            | 3 - 1     | 25:27 | 25:20 | 25:22 | 25:15 |     | 100 - 84         |        |
| 05-06-07 | Panamá - Trinidad y Tobago               | 3 - 0     | 27:25 | 25:18 | 26:24 |       |     | 78 - 67          |        |
| 05-06-07 | Cuba - República Dominicana              | 3 - 0     | 25:23 | 25:22 | 25:20 |       |     | 75 - 65          |        |

### Definición 5.º al 7.º lugar
| Fase      | Fecha      | Encuentro                     | Resultado | Set   | Set   | Set   | Set | Set | Puntuación total | Tiempo |
| Fase      | Fecha      | Encuentro                     | Resultado | 1     | 2     | 3     | 4   | 5   | Puntuación total | Tiempo |
| --------- | ---------- | ----------------------------- | --------- | ----- | ----- | ----- | --- | --- | ---------------- | ------ |
| 5° puesto | 7 de junio | Panamá - República Dominicana | 0 - 3     | 16:25 | 22:25 | 23:25 |     |     | 61 - 75          |        |
| 6° puesto | 8 de junio | Trinidad y Tobago - Panamá    | 3 - 0     | 25:20 | 26:24 | 25:17 |     |     | 76 - 61          |        |

## Fase final

### Final 1.º al 4.º puesto
|  | Cuartos de final      | Cuartos de final |                        |                        | Semifinales | Semifinales |  |  | Final      | Final |
|  |                       |                  |                        |                        |             |             |  |  |            |       |
|  |                       |                  |                        |                        |             |             |  |  |            |       |
|  |                       |                  |                        |                        |             |             |  |  |            |       |
|  | Cuba                  |                  |                        |                        |             |             |  |  |            |       |
|  | 7 de junio            |                  |                        |                        |             |             |  |  |            |       |
|  | Clasifica 1ro en el B |                  |                        |                        |             |             |  |  |            |       |
|  | Cuba                  | 1                |                        |                        |             |             |  |  |            |       |
|  | Cuba                  | 1                | 6 de junio             |                        |             |             |  |  |            |       |
|  |                       | México           | 3                      |                        |             |             |  |  |            |       |
|  | México                | México           | 3                      | 3                      |             |             |  |  |            |       |
|  | México                |                  | 8 de junio             | 3                      |             |             |  |  |            |       |
|  | Panamá                | 0                |                        |                        |             |             |  |  |            |       |
|  | Panamá                | 0                | México                 | 3                      |             |             |  |  |            |       |
|  |                       |                  | México                 | 3                      |             |             |  |  |            |       |
|  |                       | Puerto Rico      | 1                      |                        |             |             |  |  |            |       |
|  | Puerto Rico           | Puerto Rico      | 1                      |                        |             |             |  |  |            |       |
|  | 7 de junio            |                  |                        |                        |             |             |  |  |            |       |
|  | Clasifica 1ro en el A |                  |                        |                        |             |             |  |  |            |       |
|  | Puerto Rico           | 3                | Tercer y cuarto puesto | Tercer y cuarto puesto |             |             |  |  |            |       |
|  | Puerto Rico           | 3                | Tercer y cuarto puesto | Tercer y cuarto puesto | 6 de junio  |             |  |  |            |       |
|  |                       | Canadá           | 1                      |                        |             |             |  |  |            |       |
|  | República Dominicana  | Canadá           | 1                      | 0                      | Cuba        | 3           |  |  |            |       |
|  | República Dominicana  |                  |                        | 0                      | Cuba        | 3           |  |  |            |       |
|  | Canadá                | 3                |                        | Canadá                 | 1           |             |  |  |            |       |
|  | Canadá                | 3                |                        |                        | 1           |             |  |  |            |       |
|  |                       |                  |                        |                        |             |             |  |  | 8 de junio |       |
|  |                       |                  |                        |                        |             |             |  |  |            |       |

#### Resultados
| Fase             | Fecha      | Encuentro                     | Resultado | Set   | Set   | Set   | Set   | Set | Puntuación total | Tiempo |
| Fase             | Fecha      | Encuentro                     | Resultado | 1     | 2     | 3     | 4     | 5   | Puntuación total | Tiempo |
| ---------------- | ---------- | ----------------------------- | --------- | ----- | ----- | ----- | ----- | --- | ---------------- | ------ |
| Cuartos de final | 6 de junio | México - Panamá               | 3 - 0     | 25:14 | 26:24 | 25:16 |       |     | 76 - 54          |        |
| Cuartos de final | 6 de junio | República Dominicana - Canadá | 0 - 3     | 23:25 | 15:25 | 23:25 |       |     | 61 - 75          |        |
| Semifinal        | 7 de junio | Cuba - México                 | 1 - 3     | 21:25 | 25:20 | 21:25 | 22:25 |     | 89 - 95          |        |
| Semifinal        | 7 de junio | Puerto Rico - Canadá          | 3 - 1     | 22:25 | 25:19 | 27:25 | 25:20 |     | 99 - 89          |        |
| Tercer lugar     | 8 de junio | Cuba - Canadá                 | 3 - 1     | 25:21 | 25:27 | 25:21 | 25:19 |     | 100 - 88         |        |
| Final            | 8 de junio | México - Puerto Rico          | 3 - 1     | 26:24 | 25:22 | 21:25 | 25:20 |     | 97 - 91          |        |

## Campeón
| México           |
| Campeón          |
| México 1° título |

## Clasificación general
| Pos | Equipo               |
| --- | -------------------- |
| 1   | México               |
| 2   | Puerto Rico          |
| 3   | Cuba                 |
| 4   | Canadá               |
| 5   | República Dominicana |
| 6   | Trinidad y Tobago    |
| 7   | Panamá               |